# 绒毛大眼蟹
绒毛大眼蟹（学名：Macrophthalmus tomentosus）为大眼蟹科大眼蟹属的动物。分布于新喀里多尼亚、菲律宾、丹老群岛以及中国大陆的福建等地，生活环境为海水，多见于潮间带泥沙滩上。